# تشارالامبوس بافليديس
تشارالامبوس بافليديس (باليونانية: Χαράλαμπος Παυλίδης)‏ هو لاعب كرة قدم يوناني في مركز الوسط، ولد في 6 مايو 1991 في فيريا في اليونان. لعب مع أريس تسالونيكي.

## وصلات خارجية
- تشارالامبوس بافليديس على موقع قاعدة بيانات كرة القدم.إي يو (الإنجليزية)
- تشارالامبوس بافليديس على موقع Soccerway.com (الإنجليزية)